# Piròmetre de Wedgwood
El piròmetre de Wedgwood és un instrument de mesura per calibrar la calor d'un producte del forn, o qualsevol altre mitjà de producció de calor significativa. Va ser inventat per l'empresari Josiah Wedgwood, avi matern de Charles Darwin i avi patern de la seva esposa Emma Wedgwood.
L'objectiu de Wedgwood era d'avaluar la calor produïda als forns refractaris de la seva empresa de porcellana i de Faiança.  Per a això, es posa sobre la placa de llautó el piròmetre, graduat de 0 a 240, un cilindre d'argila dessecat, a continuació es posa el cilindre en un cresol refractari que s'instal·la al forn per avaluar. El grau de retracció del cilindre dona la temperatura del forn.
La correspondència amb altres escales comunes seria de 72,2225 °C, 130 °F o 57,778 °Ré per un grau de l'escala de Wedgwood.